# 발광이끼
발광이끼(Schistostega pennata)는 꼬리이끼목에 속하는 이끼의 일종이다. 발광이끼과(Schistostegaceae)와 발광이끼속(Schistostega)의 유일종이다. 어두운 곳에서 빛을 내는 이끼로 잘 알려져 있다.